# 唐茜靖
唐茜靖（2003年1月3日—），广东人，中国女子竞技体操运动员。 2018年夏季青年奧林匹克運動會平衡木金牌得主、高低槓銅牌得主。2019年參加世界競技體操錦標賽，獲得個人全能銀牌。2020年，代表中国参加2020年夏季奥林匹克运动会体操比赛，獲得女子平衡木項目銀牌，并联同队友获得女子团体项目的第七名。